# 운전자 상태 경고 시스템
운전자 상태 경고 시스템(영어: Driver State Warning, DSW)은 운전자의 안면 인식 및 시선 추적 통해 부주의 운전 시 경고하는 시스템이다.

## 개요
2019년 7월, 대한민국 상용차에 처음 적용됐다. 운전자 상태 경고 시스템은 운전자의 눈, 코, 입, 귀 등 안면 내 특징점을 통해 운전자를 식별하고 동공 인식을 통한 시선 추적이 가능하다.
일부 럭셔리 차종에 적용된 시스템은 운전자의 얼굴 방향과 눈 감김을 인식하는 수준이었으나, 운전자 상태 경고 시스템은 안면 내 특징점을 통한 운전자 식별, 동공 시선 추적이 가능해 부주의 운전을 보다 정확하게 분석한다.

## 원리
운전석 앞 계기판 상단에 장착된 카메라와 경고장치를 기반으로 눈, 코, 입, 귀 등 얼굴 내에 300여개의 특징점 분석을 통해 실시간으로 운전자의 얼굴을 모니터링하고 적외선을 동공으로 투영해 운전자의 시선을 추적한다. 

## 같이 보기
- 운전자 주의 경고
- 첨단 운전자 보조 시스템